# 8 uur van Suzuka

Het Suzuka International Racing Course, waar de race plaatsvindt.

De 8 uur van Suzuka is een endurancerace voor motorfietsen die jaarlijks wordt verreden op het Suzuka International Racing Course in Japan. De race duurt acht uur en teams bestaan uit twee of meer coureurs. De race maakt deel uit van het FIM Endurance World Championship, het officiële wereldkampioenschap endurance georganiseerd door de FIM.

## Geschiedenis
In 1978 vond de eerste editie van de 8 uur van Suzuka plaats. De race werd gehouden voor motorfietsen die conform de Formule TT-reglementen waren gebouwd. Op deze manier konden de vier grote Japanse motormerken Honda, Kawasaki, Suzuki en Yamaha, die financieel gezien geen limieten leken te kennen, hun motoren gebruiken op het circuit.
Door de jaren heen zijn er meerdere reglementswijzigingen doorgevoerd. Zo werd onder andere de Formule TT-klasse beperkt tot het gebruik van enkel 750 cc-motorfietsen. In 1993 werd de grootste verandering doorgevoerd. Door de steeds groeiende populariteit van de superbikes, die tot dan toe enkel in supportraces deelnamen, ging de 8 uur van Suzuka zich volledig richten op de superbikes. De Formule TT-klasse werd geschrapt.
Tijdens de piek van het evenement gedurende de jaren 1980 trok de race regelmatig meer dan 130.000 toeschouwers, met een record van 160.000 toeschouwers in 1990. Door de organisatoren van het FIM Endurance World Championship wordt de race ieder jaar gepland op een datum waarin geen enkel andere wereldkampioenschapsrace georganiseerd door de FIM plaatsvindt.
De 8 uur van Suzuka wordt regelmatig verreden door toonaangevende coureurs uit de MotoGP of het wereldkampioenschap superbike. Vaak hebben coureurs van Japanse fabrikanten de contractuele verplichting om deel te nemen aan de race wanneer zij een fabrieksmotor krijgen in een van deze klassen. Wanneer een coureur in de klasse waar deze aan deelneemt redelijk succesvol is, proberen zij deze verplichting vaak uit hun contract te halen, aangezien de race midden in het seizoen wordt gehouden en omdat deze fysiek zwaar is. Mick Doohan is een van de eerste coureurs waarbij deze verplichting uit zijn contract is gehaald nadat hij wereldkampioen werd in de 500 cc. Daarentegen nemen Japanse coureurs die doorgaans in wereldkampioenschappen rijden juist wel deel aan de race, aangezien Japanners deze zien als een van de grootste evenementen op de kalender.
Tussen 2005 en 2013 werd de MotoGP-race in Laguna Seca ieder jaar gehouden op of rond dezelfde datum als de 8 uur van Suzuka, waardoor er vrijwel geen internationale coureurs deelnamen en de race voornamelijk Japanse winnaars kende. In deze periode vormden enkel een handvol WK superbike-coureurs de internationale inbreng in de race.

## Winnaars
| Jaar                                      | Coureurs           | Coureurs             | Coureurs             | Merk     |
| Jaar                                      | Coureur 1          | Coureur 2            | Coureur 3            | Merk     |
| ----------------------------------------- | ------------------ | -------------------- | -------------------- | -------- |
| 1978                                      | Wes Cooley         | Mike Baldwin         |                      | Suzuki   |
| 1979                                      | Tony Hatton        | Michael Cole         |                      | Honda    |
| 1980                                      | Wes Cooley         | Graeme Crosby        |                      | Suzuki   |
| 1981                                      | Mike Baldwin       | David Aldana         |                      | Honda    |
| 1982                                      | Shigeo Iijima      | Shinji Hagiwara      |                      | Honda    |
| 1983                                      | Hervé Moineau      | Richard Hubin        |                      | Suzuki   |
| 1984                                      | Mike Baldwin       | Fred Merkel          |                      | Honda    |
| 1985                                      | Wayne Gardner      | Masaki Tokuno        |                      | Honda    |
| 1986                                      | Wayne Gardner      | Dominique Sarron     |                      | Honda    |
| 1987                                      | Martin Wimmer      | Kevin Magee          |                      | Yamaha   |
| 1988                                      | Kevin Magee        | Wayne Rainey         |                      | Yamaha   |
| 1989                                      | Dominique Sarron   | Alex Vieira          |                      | Honda    |
| 1990                                      | Tadahiko Taira     | Eddie Lawson         |                      | Yamaha   |
| 1991                                      | Wayne Gardner      | Mick Doohan          |                      | Honda    |
| 1992                                      | Wayne Gardner      | Daryl Beattie        |                      | Honda    |
| 1993                                      | Scott Russell      | Aaron Slight         |                      | Kawasaki |
| 1994                                      | Doug Polen         | Aaron Slight         |                      | Honda    |
| 1995                                      | Aaron Slight       | Tadayuki Okada       |                      | Honda    |
| 1996                                      | Colin Edwards      | Noriyuki Haga        |                      | Yamaha   |
| 1997                                      | Shinichi Ito       | Tohru Ukawa          |                      | Honda    |
| 1998                                      | Shinichi Ito       | Tohru Ukawa          |                      | Honda    |
| 1999                                      | Tadayuki Okada     | Alex Barros          |                      | Honda    |
| 2000                                      | Tohru Ukawa        | Daijiro Kato         |                      | Honda    |
| 2001                                      | Valentino Rossi    | Colin Edwards        |                      | Honda    |
| 2002                                      | Daijiro Kato       | Colin Edwards        |                      | Honda    |
| 2003                                      | Yukio Nukumi       | Manabu Kamada        |                      | Honda    |
| 2004                                      | Tohru Ukawa        | Hitoyasu Izutsu      |                      | Honda    |
| 2005                                      | Tohru Ukawa        | Ryuichi Kiyonari     |                      | Honda    |
| 2006                                      | Takeshi Tsujimura  | Shinichi Ito         |                      | Honda    |
| 2007                                      | Yukio Kagayama     | Kousuke Akiyoshi     |                      | Suzuki   |
| 2008                                      | Ryuichi Kiyonari   | Carlos Checa         |                      | Honda    |
| 2009                                      | Daisaku Sakai      | Kazuki Tokudome      | Nobuatsu Aoki        | Suzuki   |
| 2010                                      | Takumi Takahashi   | Ryuichi Kiyonari     | Takaaki Nakagami     | Honda    |
| 2011                                      | Kousuke Akiyoshi   | Ryuichi Kiyonari     | Shinichi Ito         | Honda    |
| 2012                                      | Kousuke Akiyoshi   | Tadayuki Okada       | Jonathan Rea         | Honda    |
| 2013                                      | Takumi Takahashi   | Michael van der Mark | Leon Haslam          | Honda    |
| 2014                                      | Takumi Takahashi   | Michael van der Mark | Leon Haslam          | Honda    |
| 2015                                      | Katsuyuki Nakasuga | Bradley Smith        | Pol Espargaró        | Yamaha   |
| 2016                                      | Katsuyuki Nakasuga | Alex Lowes           | Pol Espargaró        | Yamaha   |
| 2017                                      | Katsuyuki Nakasuga | Alex Lowes           | Michael van der Mark | Yamaha   |
| 2018                                      | Katsuyuki Nakasuga | Alex Lowes           | Michael van der Mark | Yamaha   |
| 2019                                      | Jonathan Rea       | Leon Haslam          | Toprak Razgatlıoğlu  | Kawasaki |
| 2020-2021: niet gehouden (coronapandemie) |                    |                      |                      |          |
| 2022                                      | Tetsuta Nagashima  | Takumi Takahashi     | Iker Lecuona         | Honda    |
| 2023                                      | Tetsuta Nagashima  | Takumi Takahashi     | Xavi Vierge          | Honda    |
| 2024                                      | Teppei Nagoe       | Takumi Takahashi     | Johann Zarco         | Honda    |
| 2025                                      | Takumi Takahashi   | Johann Zarco         |                      | Honda    |